# کوه شاهزاده هنری
کوه شاهزاده هنری (به انگلیسی: Mount Prince Henry) یک کوه در کانادا است که در بریتیش کلمبیا واقع شده‌است. کوه شاهزاده هنری ۳٬۲۱۹ متر بالاتر از سطح دریا واقع شده‌است.